# Bárbara Elorrieta
Bárbara Elorrieta (Madrid, 5 mai 1979) est une actrice et productrice de télévision espagnole. Son grand-père José María Elorrieta et son père Javier Elorrieta  sont des directeurs.

## Filmographie

### Cinéma
- 2006 : Rojo intenso
- 2004 : Rottweiler
- 2003 : Teresa Teresa
- 2003 : Pacto de brujas
- 2003 : Beyond Re-Animator
- 2002 : Welcome 2 Ibiza

Courts métrages
- 2002 : La Araña negra
- 2002 : Tiempos mejores
- 2000 : La muerte de Sardanápalo
- 2000 : Enrique y Ana
- 2000 : El Cinéfilo
- 1999 : La Cartera
- 1999 : Drama
- 1999 : El apagón
- 1999 : Es fácil
- 1999 : Un beso de mentira

### Télévision
En tant que productrice
- 2008-2009 : divers programmes pour Intereconomía TV

En tant qu'actrice
- 2005-2006 : Negocis de família
- 2004 : Diez en Ibiza
- 2002-2003 : 20 tantos
- 2002 : Cuéntame cómo pasó
- 2000-2003 : Paraíso
- 1998 : La casa de los líos